# Provincie Tabúk
Tabúk je jedna z provincií Saúdské Arábie. Leží v historickém regionu Hidžáz v severozápadní části země na pobřeží Rudého moře. Na severu sousedí s Jordánskem a přes Akabský záliv poté také s Egyptem. Hlavním městem celé provincie je Tabúk, ve kterém v roce 2022 žily asi tři čtvrtiny obyvatel provincie; v provincii jich žije asi 900 tisíc, ve městě asi 670 tisíc.
Historicky se na území provincie zřejmě nacházelo území zvané Midján. Provincie je v současné době významná jako oblast plánovaného města Neom. Je rozdělena na celkem 6 guvernorátů a 73 marákiz. V porovnání s dalšími provinciemi Saúdské Arábie má relativně mírné klimatické podmínky, díky čemuž se zde rozmohlo zemědělství, ale také pro oblast typické pěstování květin. V provincii se nachází mj. několik letišť.